# Марко Хук
Ма́рко Хук (нім. Marco Huck, справжнє ім'я Муамер Ху́кич — серб. Муамер Хукић/Muamer Hukić; нар. 11 листопада 1984, Угао, Сеніца, СР Сербія, СФРЮ) — німецький боксер боснійського походження, що виступає в першій важкій вазі, колишній чемпіон світу за версією WBO (2009—2015). Переміг 11 бійців в боях за титул чемпіона світу. Рекордсмен (разом з Джонні Нельсоном) за безперервною кількістю успішно проведених захистів титулу чемпіона у першій важкій вазі.

## Біографія
Марко Хук за походженням боснієць. До семи років жив у Нові-Пазар, що у Сербії. В 1993 році зі сім'єю переїхав з Югославії в Німеччину. Жив в координаційному центрі міста Білефельд. Його сім'я не була заможною. Має дві сестри — старшу та молодшу. В 2009 році отримав німецьке громадянство.

## Кікбоксинг
До боксу Хук просував свою кар'єру в кікбоксингу, тренуючись під керівництвом Ульфа Шмідта в палаці спорта в Білефальді. В 16 років став чемпіоном Європи по кікбоксингу, а в 18 чемпіоном світу серед німецьких команд.

## Професійна кар'єра

### Хук проти Лєбєдєва
Лєбєдєв став офіційним претендентом на титул німецького чемпіона WBO Марко Хука, і згодом офіційно було оголошено про їхній бій. Він відбувся 18 грудня 2010 року на території чемпіона у Берліні. У протистоянні було дуже багато позиційної боротьби. Хук менше намагався робити багатоударних комбінацій, а більше зосередив увагу на обороні і на використанні правого прямого, що добре діє проти шульги. Лєбєдєв, у свою чергу, більший акцент робив на тому, щоб дістати суперника лівим боковим, чи серією бокових. Загалом перевагу комусь із боксерів віддати було дуже важко. Це відобразилося і у суддівському рішенні. Один суддя віддав перемогу росіянину 116—112, інші два чемпіону 115—113. Після бою ще довго велися дискусії про суперечливе рішення суддів. Лєбєдєв зазнав своєї першої поразки у професійній кар'єрі. Після бою стало відомо, що з четвертого раунду Хук боксував із зламаним ребром.

### Хук проти Брієдіса
На початку 2017 року стало відомо, що чемпіон світу за версією WBC в першій важкій вазі Тоні Белью проведе свій наступний бій у важкій вазі проти свого співвітчизника Девіда Хея, через що не зможе провести захист свого титулу. Федерація WBC вирішила санкціонувати бій Хука проти Майріса Брієдіса за пояс тимчасовий чемпіона, володар якого буде битися проти Тоні Белью за його титул. За два дні до бою стало відомо, що боксери зустрінуться за повноцінний титул чемпіона WBC, а не за тимчасовий, причиною цього стало рішення Тоні Белью остаточно перейти у важку вагову категорію. Окрім пояса WBC на кону стояв пояс чемпіона IBO, який належав Хуку. Поєдинок відбувся 1 квітня 2017 року в Дортмунді (Німеччина), а перемогу в ньому одержав латвійський боксер. Сам бій пройшов у в'язкій боротьбі з великою кількістю клінчів, але за рахунок своєї швидкості та кращій точності Брієдіс мав перевагу. Судді одностайним рішенням віддали йому перемогу 116—111, 117—110, 116—109.

### Хук проти Усика
2017 року Марко Хук взяв участь у Всесвітній серії боксу 2017-18. Олександр Усик, чемпіон світу WBO у першій важкій вазі і 1-ий номер за рейтингом BoxRec до початку турніру, на жеребкуванні обрав собі в противники з чотирьох несіяних бійців Марко Хука. Бій відбувся у Берліні 9 вересня 2017 року. Німецький боксер, поступаючись українцю у швидкості, надав перевагу глухому захисту та одиничним контрвипадам, що не врятувало його від дострокової поразки у десятому раунді.

## Титули
Професійний бокс
- 2009–2015 Чемпіон світу у першій важкій вазі за версією WBO
- 2016–2017 Чемпіон світу у першій важкій вазі за версією IBO
- 2008–09 Чемпіон Європи у першій важкій вазі.
- 2007 Інтерконтинентальний чемпіон IBF у першій важкій вазі.
- 2006–07 Чемпіон Європи за версією EBU-EU у першій важкій вазі.

Аматорський кікбоксинг
- 2003 W.A.K.O. Чемпіонат світу 2003 в Парижі, Франція  −86 кг
- 2002 W.A.K.O. Чемпіонат Європи 2002 в Єзоло, Італія  −86 кг